# Староваряшский сельсовет
Староваряшский сельсовет — сельское поселение в Янаульском районе Башкортостана Российской Федерации.
Административный центр — село Старый Варяш.

## История
Статус и границы сельского поселения установлены Законом Республики Башкортостан от 17 декабря 2004 года № 126-з «О границах, статусе и административных центрах муниципальных образований в Республике Башкортостан».

## Население
| 2002 | 2009 | 2010 | 2012 | 2013 | 2014 | 2015 |
| ---- | ---- | ---- | ---- | ---- | ---- | ---- |
| 838  | ↘801 | ↘718 | ↘705 | ↘679 | ↘676 | ↘672 |
| 2016 | 2017 | 2018 |      |      |      |      |
| ↘644 | ↗652 | ↘629 |      |      |      |      |

## Состав сельского поселения
| № | Населённый пункт | Тип населённого пункта       | Население |
| - | ---------------- | ---------------------------- | --------- |
| 1 | Будья Варяш      | деревня                      | ↘166      |
| 2 | Наняды           | деревня                      | ↘171      |
| 3 | Новый Варяш      | деревня                      | ↘96       |
| 4 | Старый Варяш     | село, административный центр | #Н/Д      |